# Frank Tejeda
Frank Mariano Tejeda (San Antonio, 2 ottobre 1945 – San Antonio, 30 gennaio 1997) è stato un politico statunitense, membro della Camera dei Rappresentanti per lo stato del Texas dal 1993 al 1997.

## Biografia
Nato a San Antonio, dopo il liceo Tejeda si arruolò nei marines e prestò servizio in Vietnam, dove venne ferito in azione. Raggiunse il grado di maggiore e fu insignito di varie onorificenze militari tra cui la Silver Star, la Bronze Star Medal e il Purple Heart.
Rientrato in patria, conseguì una laurea in giurisprudenza all'Università della California - Berkeley ed entrò in politica con il Partito Democratico. Nel 1976 venne eletto all'interno della legislatura statale del Texas, servendo per dieci anni alla Camera dei rappresentanti del Texas e per i successivi sei al Senato del Texas.
Nel 1992 si candidò alla Camera dei Rappresentanti nazionale per un seggio di nuova creazione e riuscì a farsi eleggere deputato. Gli elettori lo riconfermarono per altri due mandati nel 1994 e nel 1996. Nel gennaio del 1997, poco dopo essersi insediato per il suo terzo mandato al Congresso, Tejeda morì all'età di cinquantuno anni per le conseguenze di un tumore cerebrale diagnosticatogli due anni prima.